# Lijst van nummer 1-hits in de Nederlandse Single Top 100 in 1998
Deze hits stonden in 1998 op nummer 1 in de Mega Top 100, de voorloper van de huidige Nederlandse Single Top 100.
| Nummer | Datum        | Artiest                      | Titel                                  |
| ------ | ------------ | ---------------------------- | -------------------------------------- |
| 442    | 3 januari    | Wes                          | Alane                                  |
| 443    | 10 januari   | Run-D.M.C. & Jason Nevins    | It's like that                         |
|        | 17 januari   | Run-D.M.C. & Jason Nevins    | It's like that                         |
|        | 24 januari   | Run-D.M.C. & Jason Nevins    | It's like that                         |
| 444    | 31 januari   | Run-D.M.C. & Jason Nevins    | It's like that                         |
|        | 7 februari   | Janet Jackson                | Together again                         |
|        | 14 februari  | Janet Jackson                | Together again                         |
| 445    | 21 februari  | Céline Dion                  | My heart will go on                    |
|        | 28 februari  | Céline Dion                  | My heart will go on                    |
|        | 7 maart      | Céline Dion                  | My heart will go on                    |
|        | 14 maart     | Céline Dion                  | My heart will go on                    |
|        | 21 maart     | Céline Dion                  | My heart will go on                    |
|        | 28 maart     | Céline Dion                  | My heart will go on                    |
|        | 4 april      | Céline Dion                  | My heart will go on                    |
|        | 11 april     | Céline Dion                  | My heart will go on                    |
|        | 18 april     | Céline Dion                  | My heart will go on                    |
|        | 25 april     | Céline Dion                  | My heart will go on                    |
|        | 2 mei        | Céline Dion                  | My heart will go on                    |
| 446    | 9 mei        | K-Ci & JoJo                  | All my life                            |
|        | 16 mei       | K-Ci & JoJo                  | All my life                            |
|        | 23 mei       | K-Ci & JoJo                  | All my life                            |
|        | 30 mei       | K-Ci & JoJo                  | All my life                            |
| 447    | 6 juni       | The Soca Boys & van B. King  | Follow the leader                      |
|        | 13 juni      | The Soca Boys & van B. King  | Follow the leader                      |
| 448    | 20 juni      | Pras Michel, ODB & Mýa       | Ghetto supastar (that is what you are) |
|        | 27 juni      | Pras Michel, ODB & Mýa       | Ghetto supastar (that is what you are) |
|        | 4 juli       | Pras Michel, ODB & Mýa       | Ghetto supastar (that is what you are) |
| 449    | 11 juli      | Brandy & Monica              | The boy is mine                        |
|        | 18 juli      | Brandy & Monica              | The boy is mine                        |
| 450    | 25 juli      | Marco Borsato                | De bestemming                          |
|        | 1 augustus   | Marco Borsato                | De bestemming                          |
|        | 8 augustus   | Marco Borsato                | De bestemming                          |
|        | 15 augustus  | Marco Borsato                | De bestemming                          |
| 451    | 22 augustus  | Des'ree                      | Life                                   |
|        | 29 augustus  | Des'ree                      | Life                                   |
|        | 5 september  | Des'ree                      | Life                                   |
|        | 12 september | Des'ree                      | Life                                   |
|        | 19 september | Des'ree                      | Life                                   |
|        | 26 september | Des'ree                      | Life                                   |
| 452    | 3 oktober    | Boyzone                      | No matter what                         |
|        | 10 oktober   | Boyzone                      | No matter what                         |
|        | 17 oktober   | Boyzone                      | No matter what                         |
|        | 24 oktober   | Boyzone                      | No matter what                         |
|        | 31 oktober   | Boyzone                      | No matter what                         |
|        | 7 november   | Boyzone                      | No matter what                         |
|        | 14 november  | Boyzone                      | No matter what                         |
| 453    | 21 november  | Vengaboys                    | Boom, boom, boom, boom!!               |
|        | 28 november  | Vengaboys                    | Boom, boom, boom, boom!!               |
|        | 5 december   | Vengaboys                    | Boom, boom, boom, boom!!               |
|        | 12 december  | Vengaboys                    | Boom, boom, boom, boom!!               |
| 454    | 19 december  | Emilia                       | Big big world                          |
|        | 26 december  | Geen Mega Top 100 verschenen | Geen Mega Top 100 verschenen           |